# Alex van Warmerdam
Alexander Lucas Maria (Alex) van Warmerdam (Haarlem, 14 augustus 1952) is een Nederlands acteur, film- en toneelregisseur, schrijver, dichter, schilder, componist en vormgever.

## Loopbaan
Van Warmerdam volgde de Grafische School en de Rietveld Academie en was in 1974 medeoprichter van toneelgezelschap Hauser Orkater (dat later zou opgaan in muziektheatergezelschap Orkater). Dit gezelschap was zeer succesvol met de mengeling van absurd theater, bijzondere beelden en eigenzinnige popmuziek die het op het podium bracht. In 1980 stopte deze groep maar kwamen er verschillende andere gezelschappen onder de vlag van de Stichting Orkater. Zo ging Alex van Warmerdam samen met zijn broer Marc van Warmerdam en anderen verder onder de naam De Mexicaanse Hond. Sinds 1989 is dit de naam waaronder Van Warmerdam alle theatervoorstellingen die hij maakt uitbrengt.

## Films
In 1986 schreef en regisseerde Van Warmerdam zijn speelfilmdebuut Abel, waarin hij tevens de hoofdrol speelde. De film trok meer dan 400.000 bezoekers naar de Nederlandse bioscopen, en werd bekroond met een Gouden Kalf voor 'Beste Film' en voor 'Beste Regie'.
Met De Noorderlingen (1992), De Jurk (1996) en Kleine Teun (1998) groeide Van Warmerdam verder uit tot een gevestigd filmmaker met een herkenbare signatuur van vervreemding, zwarte humor en schilderachtige vormgeving. Typerend is dat de filmmaker in de meeste van zijn films ook zelf acteert.
Een ander eigenzinnig kenmerk is dat Van Warmerdam er vaak voor kiest om niet op bestaande locaties te draaien, maar zijn filmhuizen zelf te ontwerpen en te bouwen. Voor De Noorderlingen werd een nieuwbouwstraat en een stuk bos aangelegd. Voor Kleine Teun werd in een weiland een hele boerderij neergezet, inclusief wegen en sloten. "Dat zijn geen makkelijke beslissingen" aldus producent Marc van Warmerdam. "Want het kost geld. Maar het werkt in veel opzichten ook besparend. De set kun je helemaal naar je hand zetten: snel en scherp uitlichten, van set wisselen. De effectieve draaitijd die dat oplevert is groot." 
De laatste dagen van Emma Blank won in 2009 de prijs voor de beste Europese Film op het filmfestival van Venetië.
De film Borgman werd in april 2013 genomineerd voor een Gouden Palm op het Filmfestival van Cannes.

## Overig werk
Minder bekend is Van Warmerdam als auteur. Van zijn hand verscheen zijn volledige theaterwerk, en een roman met de titel De Hand van een Vreemde, verschenen bij uitgeverij Thomas Rap. In 2006 verscheen de dichtbundel Van alle kanten komen ze bij uitgeverij Nieuw Amsterdam.
In 2000 en 2001 maakte Van Warmerdam een serie gouaches voor NRC Handelsblad, die later werden gebundeld in de uitgave Meisje met Koffers.
Van 10 juni tot 2 september 2018 hield het Eye Filmmuseum in Amsterdam een grote solotentoonstelling genaamd L'histoire kaputt, waarvoor hij veel nieuw werk maakte. Onder andere films, installaties en objecten kwamen hierin samen. Het VPRO-programma Nooit meer slapen maakte in samenwerking met Eye een vierdelige podcast-serie over de tentoonstelling, en ook verscheen er een boek onder dezelfde titel.

## Werk

### Filmregie
| Jaar | Titel                           | Acteur | Componist |
| ---- | ------------------------------- | ------ | --------- |
| 1986 | Abel                            | Ja     | Nee       |
| 1992 | De Noorderlingen                | Ja     | Nee       |
| 1996 | De Jurk                         | Ja     | Nee       |
| 1998 | Kleine Teun                     | Ja     | Ja        |
| 2003 | Grimm                           | Nee    | Ja        |
| 2006 | Ober                            | Ja     | Nee       |
| 2009 | De laatste dagen van Emma Blank | Ja     | Ja        |
| 2013 | Borgman                         | Ja     | Nee       |
| 2015 | Schneider vs. Bax               | Ja     | Ja        |
| 2021 | Nr. 10                          | Nee    | Ja        |

### Theaterregie
Met Hauser Orkater (1972-1979) maakte hij de volgende theatervoorstellingen:
- Op Avontuur (1974)
- Famous Artists (1976)
- Het Vermoeden (1977)
- Entree Brussels (1978)
- Zie de Mannen Vallen (1979)

Met De Mexicaanse Hond (1980-heden) maakte hij:
- Broers (1980)
- Graniet (1982)
- De Wet van Luisman (1984)
- Onnozele Kinderen (1986)
- De Leugenbroeders (1988)
- Het Noorderkwartier (1990)
- Kaatje is Verdronken (1993)
- Kleine Teun (1996)
- Adel Blank (in coproductie met De Trust) (2000)
- Welkom in het Bos (2002)
- De Verschrikkelijke Moeder (2004)
- Wees ons genadig (2007)
- Bij het Kanaal naar Links (2011)
- Het gelukzalige (2016)

## Prijzen
- Prins Bernhard Cultuurprijs
- Albert van Dalsumprijs
- Franse persprijs
- Nederlands/Vlaamse Toneelschrijfprijs (2011)
- Prijs van de stad Amsterdam
- Golden Rosa Camuna, Bergamo Film Meeting (1993)
- FIPRESCI-prijs (1996)
- European Film Award (1992)
- Gouden Kalf (1986, 1992, 2006, 2009 en 2013)
- NKF-prijs (1986 en 1996)
- Johannes Vermeerprijs (2010)

## Familie
Van Warmerdams vader, Peter van Warmerdam, was toneelmeester in de Stadsschouwburg Velsen te IJmuiden. Zijn broer, Vincent van Warmerdam, is musicus en componist, en componeerde onder meer de muziek voor Abel, De Noorderlingen en De Jurk. Zijn broer, Marc, is directeur van theatergezelschap Orkater, producent van de films van Alex en oprichter van Het Ketelhuis, bioscoop voor de Nederlandse film in Amsterdam. Alex van Warmerdam is getrouwd met actrice Annet Malherbe. Hun zoon Mees is als muzikant betrokken bij voorstellingen van theatergezelschap De Mexicaanse Hond.